# 多古町循環バス
多古町循環バス（たこまちじゅんかんバス）は、かつて存在した千葉県香取郡多古町のコミュニティバス。千葉交通多古営業所が受託していた。「多古-成田空港間シャトルバス」についても記載する。

## 歴史
- 2006年7月：本格運行を開始。
- 2010年9月1日：空港シャトルバスの運行開始[1]。
- 2021年9月30日：循環バス多古ルートを廃止。
- 2022年9月30日：循環バス久賀ルートを廃止[2]。
- 2023年9月30日：循環バス常磐・中ルートを廃止[3]。

## 現行路線

### 多古-成田空港間シャトルバス
- 成田空港第2ターミナル - 整備地区 - 染井 - 多古台バスターミナル - 多古町役場 - 道の駅多古
- 毎日運行。

## 廃止路線
多古ルート
- コミュニティプラザ - 多古台バスターミナル - 役場 - 多古南 - （山中入口） - 佐野 - 飯坂 - 登戸台 / 滝の台団地 - 中五辻 - 山下向

飯坂～山下向間は便によっては循環する等複雑な経路をとる。土休日運休。2021年9月30日をもって廃止。
久賀ルート
- 多古南 - 役場 - 多古台バスターミナル - コミュニティプラザ - 御所台 - 二本松 - 赤池 - 本三倉 - 小三倉 - 久賀小学校 - 御所台 - コミュニティプラザ - 多古台バスターミナル - 役場 - 多古南

→方向が右循環、←方向が左循環。土休日運休。2022年9月30日をもって廃止。

## 運賃
- 多古町循環バス：大人（高校生以上）200円、中学生以下 無料[4]
- 多古-成田空港間シャトルバス：大人（中学生以上）300円、子供（小学生）150円。IC割引あり[5]。
- 未就学児、障害者手帳を提示で無料となる。